# エーバーハルト・ルートヴィヒ (ヴュルテンベルク公)

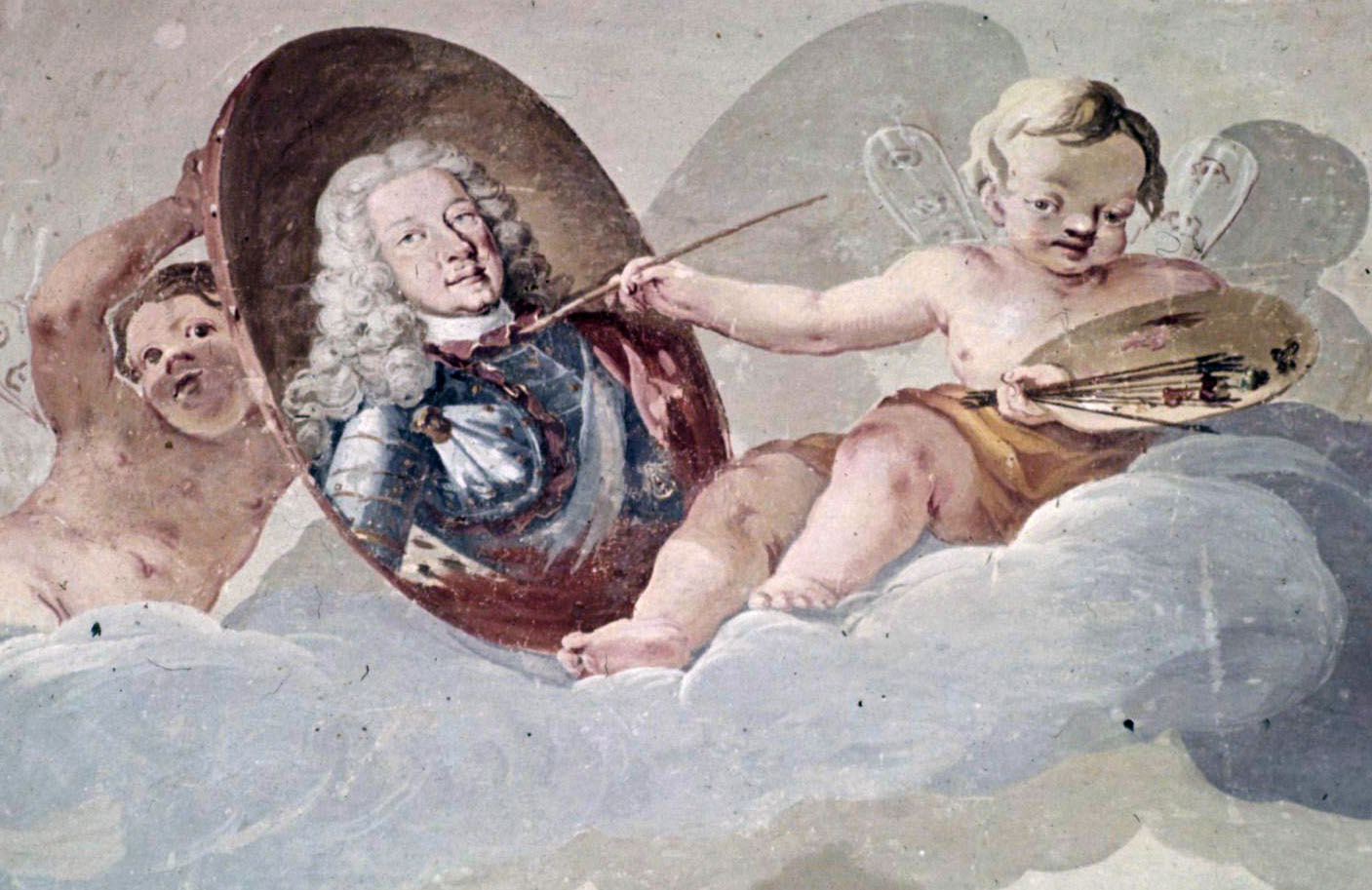
エーバーハルト・ルートヴィヒの肖像画を描くケルビム、ルカ・アントニオ・コロンボによるルートヴィヒスブルク宮殿の壁画

エーバーハルト・ルートヴィヒ（Eberhard Ludwig, 1676年9月18日 - 1733年10月31日）は、ヴュルテンベルク公（在位：1677年 - 1733年）。

## 生涯
ヴュルテンベルク公ヴィルヘルム・ルートヴィヒとその妃でヘッセン＝ダルムシュタット方伯ルートヴィヒ6世の娘であるマグダレーナ・ジビュラの間の一人息子として、シュトゥットガルトで生まれた。1677年、父が若くして急死、生後1歳にも満たないエーバーハルト・ルートヴィヒが公爵位を継いだが、叔父のヴィンネンタール公フリードリヒ・カールが摂政としてヴュルテンベルク宮廷の主人役を務めた。
1693年、母マグダレーナ・ジビッレは神聖ローマ皇帝レオポルト1世に働きかけ、まだ16歳と幼いエーバーハルト・ルートヴィヒが成人したとのお墨付きを皇帝から引き出した。若すぎる公爵は国政に特段の関心を抱かなかった。エーバーハルト・ルートヴィヒは同時代人達から、うわべだけで中身が無く、他人にすぐ影響される人物だと評されていた。何事も諮問機関である評議会に委ねるエーバーハルト・ルートヴィヒの無為な態度は、ヴュルテンベルク公国に政治的な混乱をもたらすことになる。公爵は狩猟に熱中し、国政は顧問官たちに任せきりであった。
1697年、エーバーハルト・ルートヴィヒはバーデン＝ドゥルラハ辺境伯フリードリヒ7世マグヌスの娘ヨハンナ・エリーザベト（1680年 - 1757年）と結婚した。彼はスペイン継承戦争に参加し、1707年にはシュヴァーベン軍を率いる皇帝軍の陸軍元帥に就任している。しかし同年のうち、フランスがシュトゥットガルトを占領してしまった。
1700年、エーバーハルト・ルートヴィヒはヴェルサイユ宮殿にフランス王ルイ14世を訪ねていたが、ルイ14世に憧れを持った公爵はヴュルテンベルクに絶対主義を導入しようと試みるようになった。彼は税を高くしたが、財政は依然として苦しいままであった。1704年、エーバーハルト・ルートヴィヒはルートヴィヒスブルク宮殿を着工させた。金を貯蓄するため、エーバーハルト・ルートヴィヒは宮殿の周りに住む庶民は15年間免税とした。その後、宮殿の周辺にはルートヴィヒスブルクの街が出来ていった。
1711年以降、エーバーハルト・ルートヴィヒは愛人のヴィルヘルミーネ・フォン・グレーフェニッツと一緒にルートヴィヒスブルク宮殿で生活するようになった。エーバーハルト・ルートヴィヒは1707年に妻ヨハンナ・エリーザベトと離婚せずに愛人ヴィルヘルミーネと結婚式を挙げたが、皇帝の不興を買ってこの貴賤結婚による重婚は解消され、ヴィルヘルミーネは追放された。エーバーハルト・ルートヴィヒは愛人の後を追ってスイスに行き、1710年まで同国で2人で暮らしていた。ヴィルヘルミーネは公爵から形だけの夫をあてがわれ、「ヴュルベン伯爵夫人」の肩書でヴュルテンベルク宮廷に戻ると、それから20年のあいだ公国の政治に強い影響力を及ぼした。ヴィルヘルミーネはさらに公爵と一緒にルートヴィヒスブルク宮殿に引っ越し、公国の首都もシュトゥットガルトから人口の少ないルートヴィヒスブルクへと移した。公爵夫人ヨハンナ・エリーザベトはシュトゥットガルトの公爵宮殿に住み続けた。
1731年にエーバーハルト・ルートヴィヒの一人息子フリードリヒ・ルートヴィヒが急死すると、従弟でカトリック改宗者のヴィンネンタール公カール・アレクサンダーが後継者となり、プロテスタント領邦国家ヴュルテンベルクがカトリックの君主を迎えるという非常に望ましくない事態が起きた。公爵はついに愛人ヴィルヘルミーネを捨て、長く無視してきた50歳過ぎの正妻ヨハンナ・エリーザベトとの間に息子を得ようと努力したが、結局新たな息子をもうけないまま1733年に脳卒中で急死、カール・アレクサンダーが次の公爵に即位した。

## 子女
妻ヨハンナ・エリーザベトとの間に息子を一人儲けた。
- フリードリヒ・ルートヴィヒ（1698年 - 1731年） - 1716年、ブランデンブルク＝シュヴェート辺境伯フィリップ・ヴィルヘルムの娘ヘンリエッテ・マリー（1702年 - 1782年）と結婚、1男1女を儲けたが、息子は夭折した。
  - エーバーハルト・フリードリヒ（1718年 - 1719年）
  - ルイーゼ・フリーデリケ（1722年 - 1791年） - メクレンブルク＝シュヴェリーン公フランツ（1717年 - 1785年）と結婚。

| 爵位・家督                      | 爵位・家督                         | 爵位・家督                  |
| ------------------------------- | ---------------------------------- | --------------------------- |
| 先代 ヴィルヘルム・ルートヴィヒ | ヴュルテンベルク公 1677年 - 1733年 | 次代 カール・アレクサンダー |